# U-Bahnhof Bayerischer Platz

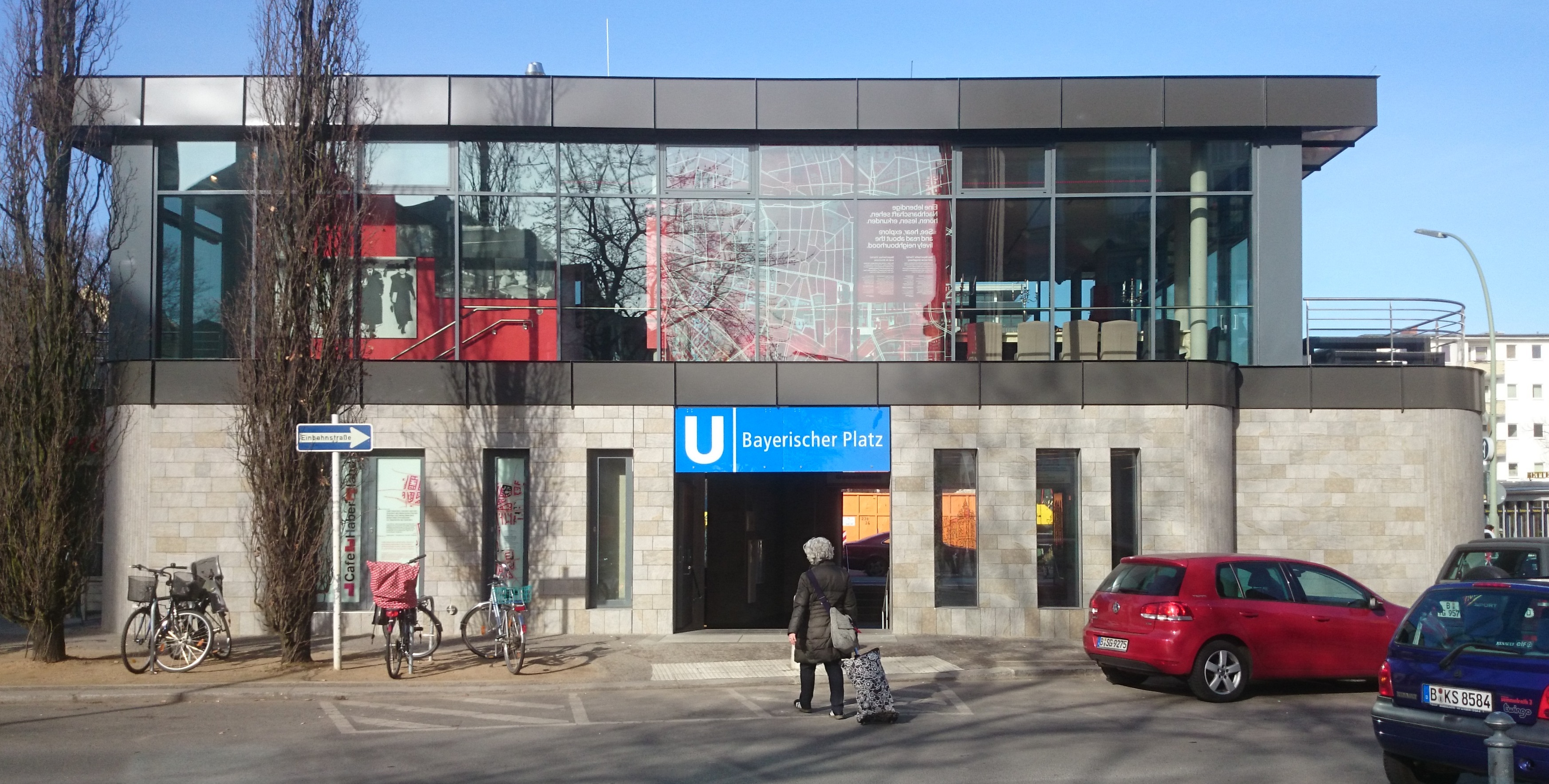
Südliches Eingangsgebäude am Bayerischen Platz (Neubau)

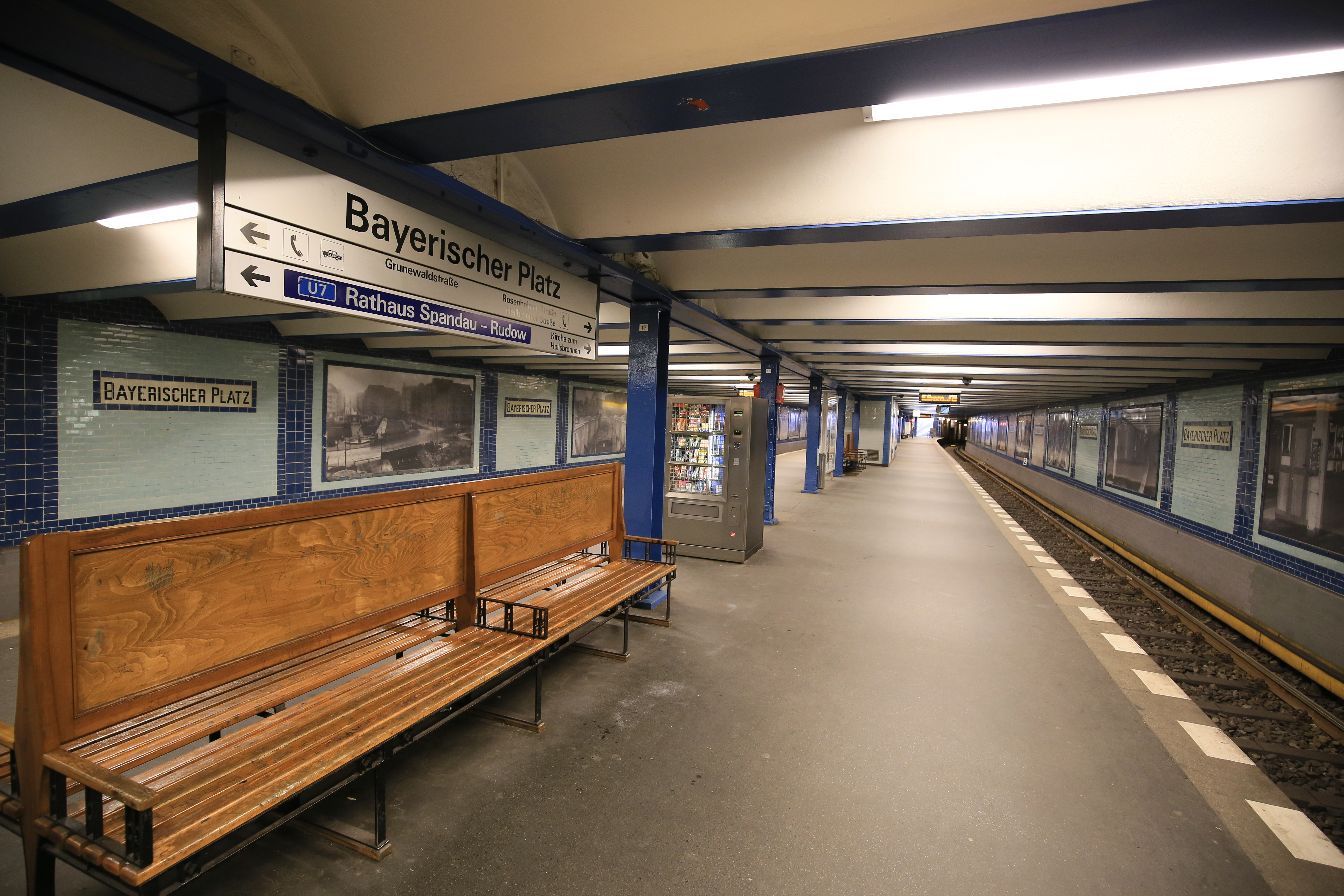
Bahnsteig der Linie U4

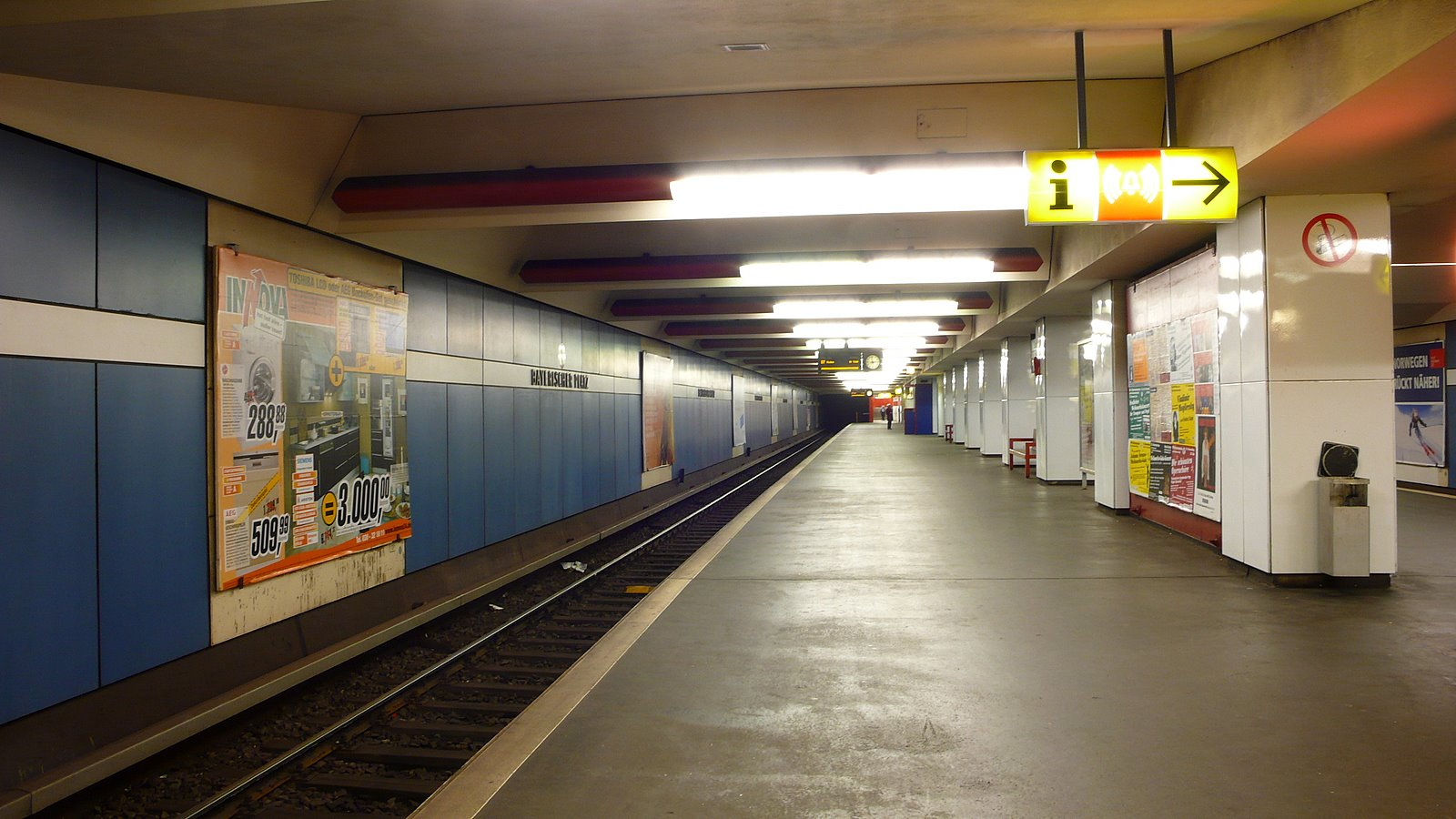
Bahnsteig der Linie U7 (vor Beginn der Sanierung)

Der U-Bahnhof Bayerischer Platz ist ein U-Bahnhof der Linien U4 und U7 der U-Bahn im Berliner Ortsteil Schöneberg des Bezirks Tempelhof-Schöneberg. Der unter dem gleichnamigen Platz im Bayerischen Viertel gelegene Bahnhof ging wie die anderen Bahnhöfe der Schöneberger U-Bahn – der heutigen U4 – am 1. Dezember 1910 in Betrieb; seit 1970 kreuzt hier die Linie U7. Beide U-Bahn-Haltepunkte sind als unterirdische Mittelbahnsteige angelegt. Die erhaltenen Bauwerke der Schöneberger Untergrundbahn stehen unter Denkmalschutz.

## Historie und Bauwerk
Der Bahnhof entstand im Rahmen des Baus der Schöneberger Untergrundbahn zwischen Nollendorfplatz und Innsbrucker Platz (heute: Linie U4), die das westliche Schöneberg an den damals Neuen Westen Berlins anschließen und das Bayerische Viertel erschließen sollte. Der Bahnhof wurde in den Jahren 1909/1910 erbaut und von Johannes Kraaz gestaltet.
Kraaz konzipierte den südlichen Zugang als Pergola, die in die Schmuckanlage des von Fritz Encke gestalteten Bayerischen Platzes integriert war. Weil der U-Bahnhof Bayerischer Platz als einziger der Schöneberger U-Bahnhöfe bereits von Anfang an mit 95 Meter langen Bahnsteigen erbaut wurde, erhielt der Bahnhof einen zweiten, ebenfalls pergolaartig gestalteten nördlichen Zugang, dessen Steinpfeiler und schmiedeeiserne Gitter in modifizierter Form noch heute erhalten sind. Der südliche Zugang hingegen musste 1956/1957 der Grunewaldstraße weichen, die nun über den Platz geführt wurde. Nach Plänen Rainer G. Rümmlers wurde 1968–1970, als auch die Linie U7 entstand, ein neuer Eingangsbau errichtet. Dieser wurde im Juli 2013 abgerissen.
Die nördliche Vorhalle ist noch weitgehend in originaler Architektur erhalten. Die Wände sind blau gefliest, die Treppenaufgänge sind mit Muschelkalk verblendet. Die Bahnsteigwände der heutigen U4 sind weiß-blau gefliest, unterbrochen durch Werbeschilder. Die Originalkeramik hat sich auch hier weitgehend erhalten. Vom ursprünglichen Bauwerk sind außerdem zwei Bahnsteighäuschen, eines davon mit bauzeitlichen Fliesen, erhalten geblieben.
Bei einem alliierten Luftangriff am 3. Februar 1945 schlugen mehrere Bomben in den Bahnhof ein. Zu dem Zeitpunkt standen dort zwei Züge. 63 Menschen kamen bei dem Vorfall ums Leben.

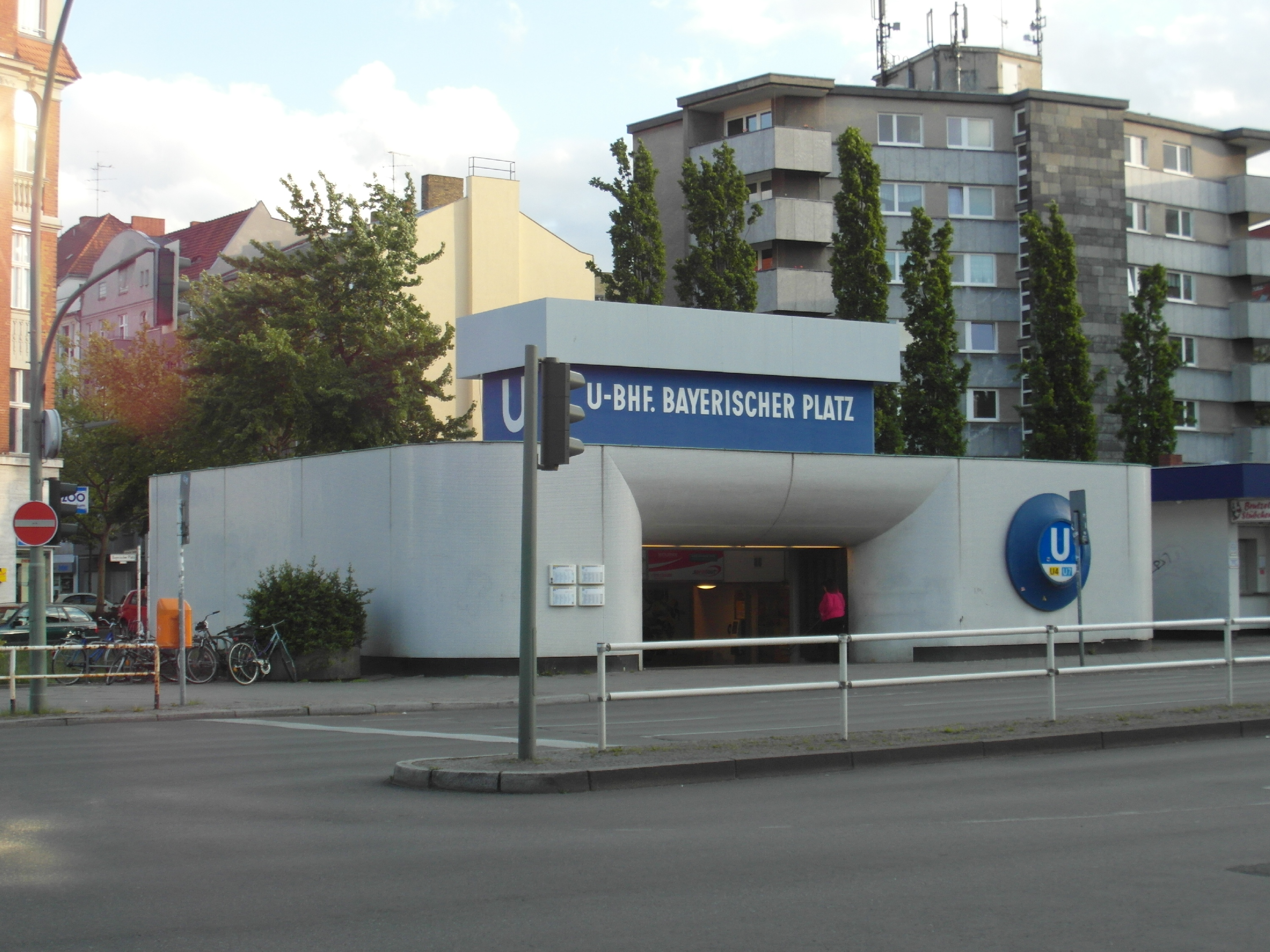
Südlicher Zugang (1970–2013)

Der Bahnhof der heutigen Linie U7 wurde zwischen 1968 und 1970 von Rainer G. Rümmler erbaut und am 29. Januar 1971 eröffnet. Mit dieser Linie erhielten die Bewohner Neuköllns den U-Bahn-Anschluss an das West-Berliner Zentrum. Bereits 1909/1910 waren bauliche Vorkehrungen für eine solche Streckenkreuzung getroffen worden: Der U4-Bahnhof war 1910 als Brücke konzipiert worden, unter der die Strecke der Linie U7 rund 60 Jahre später hindurchgeführt werden konnte. Auch der U7-Bahnhof greift die bayrischen Farben auf – die Wände sind mit blauen Eternit-Platten verkleidet, die Stützen sind weiß verfliest. Die Gestaltung ähnelt damit den ebenfalls von Rümmler gestalteten U-Bahnhöfen Eisenacher Straße und Walther-Schreiber-Platz (Linie U9).
Ein im Frühjahr 2013 fertiggestellter Wandfries zeigt die Geschichte des Bayerischen Viertels vor und nach dem Zweiten Weltkrieg.

## Umbau und Sanierung 2013
Die Berliner Verkehrsbetriebe begannen im Mai 2013 mit der Grundinstandsetzung des südlichen Eingangsgebäudes. Dieses musste aufgrund seiner maroden Bausubstanz fast vollständig abgerissen werden. Auch die freistehende ehemalige WC-Anlage und ein Kiosk wurden zurückgebaut. Auf der Fläche entstand ein deutlich vergrößerter Neubau, der die Formen des Vorgängerbaus aufnimmt. Ein zweiter Eingang ermöglicht den Zugang aus Richtung Innsbrucker Straße. Weiterhin befinden sich im Erdgeschoss ein Bistro und eine behindertengerechte WC-Anlage. Das neue Obergeschoss beherbergt das Café Haberland sowie auf drei Seiten eine Dachterrasse. Im Café erinnert eine multimediale Dauerausstellung an das jüdische Leben im Kiez. Offiziell eröffnet wurde der umgebaute Bahnhof am 17. September 2014. Die BVG investierte 2,2 Millionen Euro in den Umbau, die Ausstellungsflächen im Obergeschoss wurden aus Mitteln der Lotto-Stiftung Berlin finanziert.
Zwei Monate nach Eröffnung erhielt der neugestaltete Bahnhof den Umweltpreis „Green Buddy Award“ in der Kategorie Ökologisches Bauen. Ausgezeichnet wurde u. a. die Nutzung der Tunnelluft als Wärmequelle und damit die Reduzierung des Kohlendioxid-Ausstoßes.
Der Bahnhof sollte ursprünglich bis 2016 mit zwei Aufzügen barrierefrei ausgestattet werden. Neuer Baubeginn sollte nun der Mai 2019 sein, mit der geplanten Fertigstellung eines Aufzugs im dritten Quartal 2020. Im September 2020 begann der Einbau der Aufzüge für die Barrierefreiheit. Seit dem 20. April 2023 ist der Bahnhof durch Aufzüge barrierefrei zugänglich.

## Anbindung
| Linie | Verlauf |
| ----- | --- |
|       | Nollendorfplatz – Viktoria-Luise-Platz – Bayerischer Platz – Rathaus Schöneberg – Innsbrucker Platz |
|       | Rathaus Spandau – Altstadt Spandau – Zitadelle – Haselhorst – Paulsternstraße – Rohrdamm – Siemensdamm – Halemweg – Jakob-Kaiser-Platz – Jungfernheide – Mierendorffplatz – Richard-Wagner-Platz – Bismarckstraße – Wilmersdorfer Straße – Adenauerplatz – Konstanzer Straße – Fehrbelliner Platz – Blissestraße – Berliner Straße – Bayerischer Platz – Eisenacher Straße – Kleistpark – Yorckstraße – Möckernbrücke – Mehringdamm – Gneisenaustraße – Südstern – Hermannplatz – Rathaus Neukölln – Karl-Marx-Straße – Neukölln – Grenzallee – Blaschkoallee – Parchimer Allee – Britz-Süd – Johannisthaler Chaussee – Lipschitzallee – Wutzkyallee – Zwickauer Damm – Rudow |

Der U-Bahnhof wird von den Linien U4 und U7 bedient. Umsteigemöglichkeiten zu anderen Linien des Berliner Nahverkehrs sind nur in den Nachtstunden mit dem Nachtbus N7 gegeben, der dann als Ersatz für die Linie U7 fährt.